# Bezwola
Bezwola is een plaats in het Poolse district  Radzyński, woiwodschap Lublin. De plaats maakt deel uit van de gemeente Wohyń en telt 1600 inwoners.